# سرو باتلاق
سرو باتلاق (نام علمی: Actinostrobus pyramidalis) نام یک گونه از سرده سروهای شنزار است.